# Marjan Ferk
Marjan Ferk, slovenski policist, pedagog in veteran vojne za Slovenijo, * 1952, † 2009.
Ferk je bil direktor Policijske akademije Slovenije.

## Odlikovanja
- Slovenija:

- častni znak svobode Republike Slovenije (2006)

- Francija:

- vitez akademskih palm (10. december 2008)